# Tabaré Viudez
Tabaré Uruguay Viúdez Mora (Montevideo, 8 settembre 1989) è un calciatore uruguaiano, attaccante del Montevideo Wanderers.
Soprannominato El Chaiulong, il suo piede preferito è il sinistro.

## Biografia
Anche il fratello minore Pablo è un calciatore professionista.

## Carriera

### Club

#### Defensor Sporting
Viudez ha iniziato a giocare nel Defensor Sporting. Con il club di Montevideo ha esordito in Coppa Libertadores il 28 marzo 2007 contro il Deportivo Pasto (2-1). Il 18 agosto 2007 ha esordito nel campionato uruguaiano contro il Rampla Juniors (2-1), subentrando all'84º minuto a Mauro Vila. Nel Campionato di Apertura ha disputato 10 partite (quasi tutte partendo dalla panchina), realizzando un gol, il primo in campionato, al 56º minuto di gioco della partita contro il Cerro del 29 settembre 2007. Ha giocato anche tutte le 15 partite del Campionato di Clausura, realizzando due reti nelle prime due giornate, rivelandosi una delle sorprese del campionato uruguaiano e diventando titolare dei Violetas da aprile 2008. Vincendo i play-off contro il Peñarol (andata 1-2, ritorno 0-0), il 25 giugno 2008 si è laureato campione d'Uruguay.

#### Milan
Il 30 luglio 2008 è stato acquistato insieme al connazionale Cardacio dal Milan per circa 4,5 milioni di euro. Il contratto che lega Viudez al Milan è stato depositato in Lega Calcio il 4 agosto 2008. Il 9 agosto 2008 ha fatto il suo esordio in maglia rossonera, giocando tutto il secondo tempo dell'amichevole tra Manchester City e Milan, vinta dagli inglesi per 1-0. Dopo la preparazione estiva con la prima squadra, è stato aggregato alla Primavera rossonera.
Ha esordito in Serie A l'8 marzo 2009 in Milan-Atalanta (3-0) sostituendo Beckham appena 7 secondi prima del fischio finale.
Il 28 agosto 2009 ha rescisso consensualmente il contratto con la società rossonera.

#### Ritorno al Defensor Sporting
Il 20 ottobre 2009 si è aggregato nuovamente al Defensor Sporting. Il club non lo ha però potuto schierare prima del mese di novembre, avendo ricevuto solo allora il transfer necessario dalla FIGC.

#### L'América e i prestiti
Il 7 giugno 2010 Viudez si è trasferito al Necaxa, squadra della Primera División messicana, in prestito dall'América che dopo pochi mesi il 12 gennaio 2011 lo ha girato, ancora in prestito, al Nacional Montevideo. Con la squadra uruguaiana ha vinto la Primera División 2010-2011 segnando su calcio di punizione il gol che ha deciso il play-off per l'assegnazione del titolo contro il Defensor Sporting.

### Nazionale
Il 4 luglio 2007, a 18 anni, ha esordito nella Nazionale uruguaiana Under-20 conto i pari età della Giordania (1-0), in una partita valida per il Mondiale Under-20 del 2007, nella quale ha disputato 2 partite entrambe partendo dalla panchina.
Nel 2009 ha partecipato al Sudamericano Sub-20, manifestazione nella quale è sceso in campo in 8 incontri segnando una rete contro il Cile nella prima fase.
Il 26 settembre 2009, nella prima gara nella Nazionale uruguaiana nel Mondiale Under-20 2009 disputato in Egitto, ha realizzato con una sforbiciata la rete del successo contro l'Inghilterra.
Nel 2011 ha partecipato, con la selezione Under-22, ai Giochi panamericani, dove ha disputato 4 gare e vinto la medaglia di bronzo.
Nel 2012 è stato convocato da Óscar Tabárez per le Olimpiadi di Londra, durante le quali ha disputato 2 partite.

## Statistiche

### Presenze e reti nei club
Statistiche aggiornate al 19 aprile 2014.
| Stagione                 | Squadra                  | Campionato               | Campionato | Campionato | Coppe nazionali | Coppe nazionali | Coppe nazionali | Coppe continentali | Coppe continentali | Coppe continentali | Totale | Totale |
| Stagione                 | Squadra                  | Comp                     | Pres       | Reti       | Comp            | Pres            | Reti            | Comp               | Pres               | Reti               | Pres   | Reti   |
| ------------------------ | ------------------------ | ------------------------ | ---------- | ---------- | --------------- | --------------- | --------------- | ------------------ | ------------------ | ------------------ | ------ | ------ |
| 2006-2007                | Defensor Sporting        | PD                       | 10         | 0          | -               | -               | -               | CL                 | 2                  | 0                  | 12     | 0      |
| 2007-2008                | Defensor Sporting        | PD                       | 25+2       | 3+0        | LPL             | 5               | 2               | CS                 | 6                  | 0                  | 38     | 5      |
| 2008-2009                | Milan                    | A                        | 1          | 0          | CI              | 0               | 0               | CU                 | 0                  | 0                  | 1      | 0      |
| ott. 2009-2010           | Defensor Sporting        | PD                       | 13         | 2          | -               | -               | -               | -                  | -                  | -                  | 13     | 2      |
| Totale Defensor Sporting | Totale Defensor Sporting | Totale Defensor Sporting | 48+2       | 5+0        |                 | 5               | 2               |                    | 8                  | 0                  | 63     | 7      |
| 2010-gen. 2011           | Necaxa                   | PD                       | 11         | 0          | -               | -               | -               | -                  | -                  | -                  | 11     | 0      |
| gen.-giu. 2011           | Nacional                 | PD                       | 11+1       | 3+1        | -               | -               | -               | CL                 | 6                  | 0                  | 18     | 4      |
| 2011-2012                | Nacional                 | PD                       | 25+1       | 6+0        | -               | -               | -               | CS+CL              | 2+5                | 0+2                | 33     | 8      |
| Totale Nacional          | Totale Nacional          | Totale Nacional          | 36+2       | 9+1        |                 | -               | -               |                    | 13                 | 2                  | 51     | 12     |
| 2012-2013                | Kasımpaşa                | SL                       | 23         | 5          | CT              | 3               | 1               | -                  | -                  | -                  | 26     | 6      |
| 2013-2014                | Kasımpaşa                | SL                       | 26         | 5          | CT              | 1               | 1               | -                  | -                  | -                  | 27     | 6      |
| Totale Kasımpaşa         | Totale Kasımpaşa         | Totale Kasımpaşa         | 49         | 10         |                 | 4               | 2               |                    | -                  | -                  | 53     | 12     |
| Totale carriera          | Totale carriera          | Totale carriera          | 145+4      | 24+1       |                 | 9               | 4               |                    | 21                 | 2                  | 179    | 31     |

## Palmarès

### Club

#### Competizioni nazionali
- Campionato uruguaiano: 4

Defensor Sporting: 2007-2008
Nacional: 2010-2011, 2011-2012, 2016
- Coppa d'Argentina: 1

River Plate: 2015-2016
- Supercopa Uruguaya: 1

Nacional: 2019
- Copa Uruguay: 1

Defensor Sporting: 2022

#### Competizioni internazionali
- Coppa Libertadores: 1

River Plate: 2015
- Coppa Suruga Bank: 1

River Plate: 2015
- Recopa Sudamericana: 2

River Plate: 2015, 2016